# Antonio Franchi

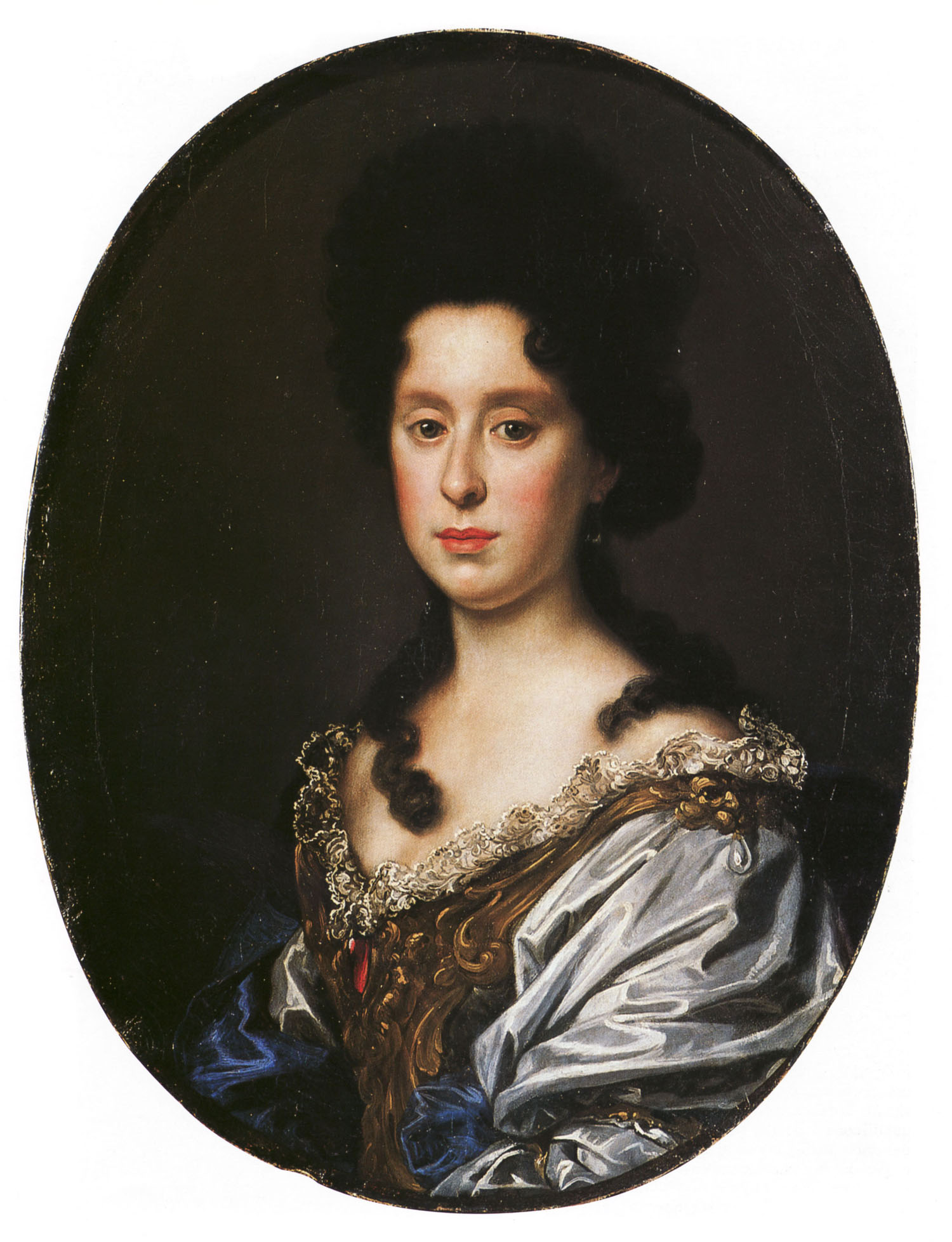
Antonio Franchi, Anna Maria Luisa de' Medici, 1690

Antonio Franchi (* 14. Juli 1638 in Villa Basilica; † 18. Juli 1709 in Florenz) war ein italienischer Maler und Kunsttheoretiker des Barock. In Florenz gilt er als bedeutender Vertreter des Kunstschaffens der Generation nach Francesco Furini und Pietro da Cortona.

## Leben und Wirken
Nach seiner Ausbildung war der aus Villa Basilica bei Lucca stammende Franchi seit 1674 in Florenz aktiv. Der aufgrund seiner Herkunft als Il Lucchese bekannte Maler nahm gemeinsam mit Alessandro Allori und Pietro Dandini nach dem Tod Justus Sustermans 1681 für fast drei Jahrzehnte die Rolle des bedeutendsten Malers der Stadt ein. Aufgrund seiner dominanten Rolle in Florenz war Franchi viermal zum Console der Accademia delle Arti del Disegno gewählt worden. Seit 1686 wurde er intensiv von Vittoria della Rovere, der Großherzogin der Toskana, gefördert und nahm den nur inoffiziell existierenden Rang eines Hofmalers an. Sein malerischer Werk wird von zahlreichen Porträts des Florentiner Hochadels (insbesondere der Medici) und Bürgertums sowie von Gemälden religiöser Sujets bestimmt.
Der erst kurz vor dem Tod Franchis 1709 vollendete Kunsttraktat stellt eines der bedeutendsten Beispiele der Rezeption Leonardo da Vincis im Barock dar. Das Manuskript, welches sich heute im Florentiner Staatsarchiv befindet, wurde erst 1739 posthum von Giuseppe Rigacci herausgegeben, eine weitere Ausgabe liegt seit 2002 vor.
Franchi stand mit prominenten Künstlern, Kunsttheoretikern, Sammlern und Gelehrten in ganz Italien in Verbindung, darunter mit Francesco Maria Niccolò Gabburri und Pellegrino Antonio Orlandi.

## Werke (Auswahl)
Malerei
- Immaculata mit Erzengel Michael, dem Heiligen Benedikt von Nursia und Papst Stephan I. in Florenz
- Madonna mit Kind im Conservatorio di Santa Marta in Montopoli in Val d’Arno
- Hl. Giovanni Gualberto in der Abtei der Vallombrosaner in Reggello

Bücher
- La Teorica della Pittura, ovvero Trattato delle materie più necessarie per apprendere con fondamento quest'arte. S. und G. Marescandoli, Lucca 1739

2002 erschien eine weitere Ausgabe mit einem leicht veränderten Titel:
- Antonio P. Torresi (Hrsg.): Trattato della Teorica Pittoresca. „La Teorica della Pittura“ riveduta e corretta sul manoscritto degli Uffizi. Liberty House, Ferrara 2002.

## Nachweise
1. ↑  Marco Gallo: Franchi, Antonio. In: Dizionario Biografico degli Italiani, Bd. 50, S. 86.
2. ↑  Fabian Jonietz: Das Geleit der Pinsel und die Guerilla der Federn. Das wiederaufgefundene Redaktionsexemplar der Teorica della Pittura und Antonio Franchis Streitschrifttum. In: Zeitschrift für Kunstgeschichte, Band 73, 2010, S. 377–412.
3. ↑  Francesca Nannelli: Antonio Franchi e la sua vita scritta da Francesco Saverio Baldinucci. In: Paradigma. Studi e testi, Bd. 1 (1977), S. 317–369.